# Becard unicolor
El becard unicolor (Pachyramphus homochrous) és un ocell de la família dels titírids (Tityridae). Es troba a Panamà, Colòmbia, Veneçuela, Equador i Perú.. Els seus hàbitats són els boscos tropicals i subtropicals de frondoses humits de les terres baixes i de l'estatge montà, així com els matollars i boscos tropicals i subtropicals de frondoses secs i els boscos molt degradats. El seu estat de conservació es considera de risc mínim.